# 波努加
波努加（西班牙語：Ponuga），是巴拿馬的城鎮，位於該國中西部，由貝拉瓜斯省的聖地牙哥區負責管轄，面積289.7平方公里，海拔高度83米，2010年人口2,798，人口密度每平方公里9.7人。